# ラ・ラ・フローラ
『ラ・ラ・フローラ』は宝塚歌劇団のショー作品。花組公演。宝塚・東京公演の形式名は「グランド・レビュー」で12場。中日劇場の形式名は「グランド・ショー」。併演作は『名探偵はひとりぼっち 』。作・演出は横澤英雄。

## 公演期間と公演場所
- 1984年8月10日 - 9月18日　宝塚大劇場[1]
- 1984年12月2日 - 12月27日　東京宝塚劇場[2]
- 1985年2月2日 - 2月11日　中日劇場[3]

## スタッフ（宝塚・東京）
氏名の後ろに「宝塚」「東京」の文字がなければ両劇場共通。
- 作曲・編曲：中元清純
- 編曲：中野潤二・小高根凡平・鞍富真一
- 音楽指揮：橋本和明（宝塚）、伊沢一郎（東京）
- 振付：羽山紀代美・朱里みさを・山田卓・名倉加代子
- 日舞振付：花柳寿楽
- 装置：石浜日出雄・関谷敏昭
- 衣装：静間潮太郎・中川菊枝
- 照明：今井直次
- 小道具：万波一重
- 効果：扇野信夫
- 音響監督：松永浩志
- 演出助手：小池修一郎・石田昌也
- 制作：田中拓助
- 製作担当：横山美次（東京）

## 主な出演（宝塚・東京は配役も含む）
宝塚・東京
- シンガー、キング、ラテンの男、紳士 - 高汐巴
- 蝶、ピエロ、踊る男、紳士 - 大浦みずき
- フローラ、マーガレットの娘、淑女 - 若葉ひろみ
- 蝶、青磁の男、シンガー - 朝香じゅん
- ダンサー、青年、士官 - 但馬久美
- 青年、青磁の男 - 宝純子
- 歌う男、ダンサー - なかいおり
- 蝶、歌う紳士 - 瀬川佳英
- 歌う紳士 - 幸和希
- ケシのトウ、エイトシャルマン - ひびき美都
- 花の淑女 - 秋篠美帆
- エイトシャルマン - 安寿ミラ
- 白い椿 - 松本悠里

中日
- 但馬久美
- 宝純子
- 高汐巴
- 大浦みずき
- 若葉ひろみ
- 朝香じゅん
- 秋篠美帆　ほか